# MiG-29に関連する作品の一覧
MiG-29に関連する作品の一覧（ミグ29にかんれんするさくひんのいちらん）は、ロシアのミグ設計局が開発した戦闘機、MiG-29 ファルクラムに関する作品の一覧である。

## 映画
『エアフォース・ワン』
カザフスタン空軍の6機のMiG-29が、独裁者のラデク将軍が殺害された事への報復として、ラデク派の軍指揮官の命を受けてVC-25を撃墜するために出撃。機関砲により第1エンジンと尾翼を破壊するが、3機がアメリカ空軍のF-15 イーグルに撃墜される。
『ガーディアンズ』
ロシア空軍のMiG-29がクラコフの送信設備と化したモスクワ・シティの攻撃に向かうが、クラコフの反撃で全滅する。
『空母いぶき』
東亜連邦海軍空母「グルシャ」艦載機として、MiG-29Kをモデルにしたと思わしき「MiG-35」が登場。実機と異なりステルス性やスーパークルーズ能力を有するように描かれている。
劇中では海上自衛隊の航空機搭載護衛艦「いぶき」艦載機のF-35Jと空中戦を展開する他、いぶき率いる第5護衛隊群に対し空対艦ミサイルによる対艦攻撃を実施する。
なお原作ではMiG-29系列機は一切登場せず、登場するのは中国人民解放軍海軍のJ-20やSu-27系列のJ-15などである。
『007 ゴールデンアイ』
ロシア空軍の3機のMiG-29が、ロシア・セヴェルナヤの宇宙兵器管理センターから発せられた救難信号を調査すべく出撃したが、管理センター上空に到達したところで秘密兵器『ゴールデンアイ』による高出力EMP攻撃に巻き込まれて2機が空中で爆発、残る1機も墜落し管理センターのアンテナに突っ込み爆発炎上した。
『メタル・ブルー』
アメリカとソビエトの共同作戦に参加するソビエト側の戦闘機として、この機体がパンフレットで紹介された。ただし、劇中に実際に登場した機体はF-4E ファントムII戦闘機であり、劇中でも単に「ミグ」としか呼ばれていない。

## 漫画・アニメ
『FUTURE WAR 198X年』
西ドイツ空軍のトーネードを迎撃するが、吹雪の中で見失う。
『That's!イズミコ』
くーぱー探偵社所属のMiG-29型のタイムマシンが2機登場。イズミコらを27世紀へ連行する。飛行や時間跳躍のみならず、宇宙空間も航行可能。
『機甲戦記ドラグナー』
15話で主人公が戦闘機で飛行訓練を受けるシーンにアグレッサー機としてMiG-29が登場。この作品の時代設定は西暦2087年なので、この作品においては初飛行から110年を経てなお現役にある事になる。ただし、このシーン以外にMiG-29は一切登場せず、当該シーンでも主人公達3人が乗る戦闘機はラファールに似たデザインの架空機である。
『禁断の黙示録 クリスタル・トライアングル』
北海道でソビエト軍機がアメリカ海軍のF-14トムキャットと交戦する。
『雲のむこう、約束の場所』
物語終盤にユニオン軍所属機が登場。アメリカ軍のYF-23 ブラック・ウィドウIIを赤外線空対空ミサイルで撃墜する。
『紅（くれない） PROWLING DEVIL』
主人公の搭乗機として赤いステルス塗料で塗装された特殊仕様のMiG-29が登場。空戦中にフック機動を行うなど驚異的ともいえる機動性の描写があるが、キャラクターの台詞などで主人公が持つ極めて高度な操縦技術によるものと解説されている。
『戦え!超ロボット生命体 トランスフォーマーV』
デストロン軍団のブレストフォースの一体、航空兵士ガイホークがMiG-29に変形する。
『マクロス ゼロ』
第1話、第5話に登場。F-14 トムキャットの架空改良機「F-14A++スーパートムキャット」を駆る主人公側地球統合軍と敵対する反統合同盟軍側の主力非可変戦闘機として死闘を展開し、第5話にはカナード翼を増設した架空改修モデルが登場している。また、マクロスシリーズを題材にしたマクロスアルティメットフロンティアでは、「TYPE-29」という名前で登場する。
『ヨルムンガンド』
物語序盤、東欧某国の空軍に配備されている主力戦闘機として登場。本機の3個飛行隊分の近代化改修キットを巡って、主人公側と内務省の特殊部隊との間で戦闘が繰り広げられる。

## 小説
『スクランブル―亡命機ミグ29』
法的制約の強い航空自衛隊の要撃機F-15Jが、半島の某国に雇われた凄腕の元航空自衛隊のパイロットが操縦するMiG-29に技量および法的に翻弄される。
『ネオ・ゼロ』
主人公が、北朝鮮の核施設爆撃を終えた後の北朝鮮脱出中に北朝鮮空軍のMiG-29に追いかけられるが、中国側の石油タンクを「マーベリック改」空対地ミサイルで攻撃し、これを北朝鮮の攻撃に偽装し、難を逃れる。
『ファースト・エア』
イランがバグダードを核攻撃したことから、アメリカ軍がイランに侵攻するが、MiG-29を駆るソ連の傭兵隊に阻止される。
『要塞シリーズ』
第1作「ニセコ要塞1986」および第2作「十和田要塞1991」にて、スミノフ空軍の戦闘機として登場。
『征途』
戦後日本が南北に分断された日本において、東側陣営の日本民主主義人民共和国（北日本）人民空軍の主力戦闘機としてMiG-29をベースに独自改良した「MiG29J」が登場。航空自衛隊のF-15改良型及び海上自衛隊のF-14改良型の配備開始に合わせてSu-27と共に1980年代後半より配備が開始され、湾岸戦争時にはSu-27と共に人民空軍実働機の6割以上を占めている。通称は「スーパーファルクラム」。
作中では湾岸戦争時にイラクに派遣された北日本の軍事顧問団所属機が登場。主人公の一人が計画した米海軍ミッドウェイ級航空母艦「ミッドウェイ」攻撃作戦に囮として投入され、CAP任務中であった「ミッドウェイ」所属のF/A-18をR-27を用いて撃墜するが、「ミッドウェイ」の護衛についていたタイコンデロガ級ミサイル巡洋艦「タイコンデロガ」「バンカー・ヒル」のSM-2による攻撃を受ける。しかしこれらの行動により「ミッドウェイ」への対艦ミサイル飽和攻撃は成功し、囮としての役割は十分果たした。
その後はSu-27に主力機の座を取って代わられ、1993年時点では非実働部隊に配備されていることが作中で記載されている。

## ゲーム
『MiG-29』
テンゲンより発売されたメガドライブ用フライトシミュレーター。
『エースコンバットシリーズ』
『3D』と『6』を除く全作品に登場。『∞』や『エースコンバット7』（DLC）ではMiG-35も登場し、プレイヤーが操作可能である。『3』では「Mig-33 ファルクラムSS」として登場するが、これはMig-29に2040年の技術を用いて改修を加えた機体という設定であり、MiG-29MEの輸出用としての型番名「Mig-33」とは異なる。
『コール オブ デューティシリーズ』
『CoD4』
ロシア超国家主義派が使用する。
『CoD:MW2』
ロシア軍がワシントンD.C.侵攻の際に使用する。
『CoD:MW3』
ロシア軍の戦闘機としてキャンペーンに頻繁に登場する。
『CoD:G』
連邦軍の基地内に駐機してある。
『トランスフォーマー THE GAME』
ディセプティコンに所属するドレッドウイングが本機をスキャニングしたものとなっており、更に戦闘員的な立場の故、多数登場している。
『バトルフィールド2』
MECの戦闘機として登場する。
『フィクショナルトルーパーズ』
エストビア連邦軍のランク3として選択可能。制空・爆撃双方に高い能力を発揮する高性能機。
『Modern Warships』
プレイヤーが操作可能な艦載機としてMig-29K Fulcrumが登場する。
『War Thunder』
ソ連空軍のMiG-29(9-13)にアップデート2.23 "Apex Predators"に実装された、MiG-29SMTにアップデート2.29 "Sons of Attila"に実装された。東ドイツ空軍のMiG-29(9-12A)にアップデート2.25 "Sky Guardians"に実装された、ドイツ空軍のMiG-29Gにアップデート2.31 "Kings of Battle"に実装された。

## その他
- 2007年12月6日にウクライナの1+1TVチャンネルのテレビ番組「ジールクィ・ヴァールミイ（Зірки в армії：「軍のスターたち」）」で放送されたナターリヤ・ヴァレーウシカの新曲「ヂウチャータ＝ソルダートィ（Дівчата-солдати：「女兵士たち」）」のビデオクリップには、ウクライナ空軍のMiG-29 «9.13»とMiG-29UBおよびL-39C アルバトロスが登場した。特に、MiG-29 «9.13»の1機は映画で第二次世界大戦中の英雄飛行士を演じて人気を博したレオニード・ブィーコウを記念した特別塗装機であった[1]。ただし、この機体は以前よりこの塗装が施されていたものであり、このビデオクリップのために特別塗装されたものではない。別の1機のMiG-29 «9.13»とMiG-29UBおよびL-39Cは、離着陸シーンを披露している。